# Antonio Santarelli
Pour les articles homonymes, voir Santarelli.
Antonio Santarelli (en latin Sanctarellus) (né en 1569, à Atri, dans l'actuelle province de Teramo, alors dans les États pontificaux ou, selon certaines sources, à Adria, alors dans la république de Venise, de nos jours dans la province de Rovigo en Vénétie - mort en 1649 à Rome) est un jésuite italien du XVIIe siècle, dont un ouvrage paru en 1625 suscita la controverse pour sa thèse ultramontaine, et fut condamné en France par l'université et le Parlement de Paris.

## L' «affaire Santarelli»
Antonio Santarelli est l'auteur d'un ouvrage intitulé « Tractaus de haeresi, schismati, apostasia... et de potestate romani Pontificis », un fort volume de 644 pages, publié à Rome en 1625, approuvé par le supérieur général de la Compagnie de Jésus, Mutio Vitelleschi, et dédié au cardinal de Savoie. La thèse qu'il y expose est l'affirmation que le pape avait le pouvoir de déposer les rois et de les punir de peines temporelles, et de dispenser, pour de justes causes, les sujets du serment de fidélité.
Dès que ce livre parut en France, il provoqua contre les Jésuites une violente tempête. Déféré en même temps au Parlement et à la Sorbonne, il fut supprimé par un arrêt de la cour souveraine du 13 mars 1626, et condamné à être lacéré et brûlé par la main du bourreau, comme contraire aux lois du royaume, attentatoire à l'autorité du roi et aux libertés de l'Église gallicane.
La faculté de théologie de Paris censure le Tractatus de haeresi ... à cause des thèses ultramontaines qu’il soutient. Un texte de l'université met en garde les professeurs et les étudiants contre l'ouvrage d'Antonio Santarelli, qui est qualifié de « novae ac pestilenti doctrinae » :
« Decretum Almae Universitatis Parisiensis Anno salutis 1626, die XII. Kal. Majas Maturinensi, scribendo adfuerunt Rector, Decani, Procuratories, Magistri, Universitas Studiorum ... »
Parce qu'il jouit d'une grande autorité, le théologien Jean Filesac joue un rôle important dans la condamnation par la Sorbonne des thèses d'Antonio Santarelli.
Le livre d'Antonio Santarelli fut par ailleurs déféré au Parlement et condamné au feu par un arrêt du Parlement de Paris en date du 29 janvier 1627. Cette condamnation causa un grand embarras pour les Jésuites de France, qui furent contraints de le désavouer en signant un texte qui leur avait été dicté, afin d'éviter d'êtres sanctionnés par le Parlement, qui était résolu à les déclarer « traîtres à leur pays » et à les bannir.